# Kowalik algierski
Kowalik algierski (Sitta ledanti) – gatunek małego ptaka z rodziny kowalików (Sittidae). Jako jedyny ptak występuje endemicznie w Algierii. Zagrożony wyginięciem. Nie wyróżnia się podgatunków.

## Zasięg występowania
Całkowity zasięg występowania wynosi około 240 km². Znany z czterech siedlisk w północno-wschodniej Algierii, od Parku Narodowego Taza do okolic miasta Djimla (Prowincja Dżidżal). W okolicach góry Babor odpowiedni habitat stanowi 2,5 km² powierzchni. Miejsca, z których znany jest ten gatunek, oddalone są o około 30 km i oddzielone niezasiedlanym przez niego habitatem.

## Habitat
Początkowo sądzono, że zasięg tego gatunku ograniczony jest do zasięgu występowania krytycznie zagrożonej jodły numidyjskiej (Abies numidica). W roku 1990 i 1991 zlokalizowano kowalika algierskiego także w zaroślach dębów Quercus canariensis oraz Quercus afares na wysokości 900–1400 m n.p.m.

## Morfologia
Długość ciała wynosi 12,5 cm, w tym ogona 37–42 mm i dzioba 16,8–18,7 mm. Skrzydło mierzy 71–76 mm. Dziób szary. Czoło czarne, na wierzchu głowy przechodzi w ciemnoszary. Biała brew, czarny pasek oczny, pozostała część głowy z wyjątkiem brody biała. Spód ciała żółtokremowy, lecz jasny. Sterówki ciemne z wzorem podobnym jak u kowalika zwyczajnego (S. europea).

## Status i zagrożenia
Według IUCN gatunek zagrożony wyginięciem (EN, Endangered). Populacja szacowana jest na 250–999 dorosłych osobników, a trend liczebności oceniany jest jako spadkowy. Zagrożenie stanowią pożary lasów i wypasanie bydła, jak i wybudowane w latach '70 drogi, przez które następuje erozja. Na górze Babor i Tamentout ma miejsce nielegalna wycinka drzew, zaś na całym terytorium ptaki niepokojone są ludzką działalnością militarną.